# Armorial des communes de la province de Luxembourg
- il comporte peu ou pas de sources.
- il reste des blasons à dessiner dans cet armorial.
- certaines figures sont encore dans un format bitmap et doivent être vectorisées.

Cette page donne les armoiries (figures et blasonnements) des communes de la province belge de Luxembourg.
- Haut – A
- B
- C
- D
- E
- F
- G
- H
- I
- J
- K
- L
- M
- N
- O
- P
- Q
- R
- S
- T
- U
- V
- W
- X
- Y
- Z

## A
| Blason de Arlon | Blason  | Burelé d'argent et d'azur au lion de gueules à la queue fourchue couronné d'or brochant sur le tout. |
| Blason de Arlon | Détails | Le statut officiel du blason reste à déterminer.                                                     |

| Blason de Attert | Blason  | D'argent à la fasce ondée d'azur, accompagnée de cinq trèfles de sinople posés trois en chef et deux en pointe. |
| Blason de Attert | Détails | Le statut officiel du blason reste à déterminer.                                                                |

| Blason de Aubange | Blason  | D'argent à trois bandes de gueules, l'écu surmonté d'un heaume d'argent, colleté et liseré d'or, doublé et attaché de sable aux lambrequins, à dextre d’argent et de gueules, senestre d'argent et de sable. Cimier, un vol à l'antique aux armes de l'écu. Supports, deux lions d'or, tenant chacun une bannière aux armes de l'écu. |
| Blason de Aubange | Détails | Le statut officiel du blason reste à déterminer. |

## B
| Blason de Bastogne | Blason  | Parti de gueules et d'azur, avec la Sainte-Vierge et l'enfant Jésus de carnation, vêtus et couronnés d'or. |
| Blason de Bastogne | Détails | Le statut officiel du blason reste à déterminer.                                                           |

| Blason de Bertrix | Blason  | D'argent à trois fers d'âne mal ordonnés de sable, cloutés d'or, posé en barre. |
| Blason de Bertrix | Détails | Le statut officiel du blason reste à déterminer.                                |

| Blason de Bouillon | Blason  | De gueules à la fasce d'argent.                  |
| Blason de Bouillon | Détails | Le statut officiel du blason reste à déterminer. |

## C
| Blason de Chiny | Blason  | D'azur à trois poissons d'argent posés en fasces et surmontés d'une couronne d'or. |
| Blason de Chiny | Détails | Le statut officiel du blason reste à déterminer.                                   |

## D
| Blason de Daverdisse | Blason  | D'azur à deux léopards d'or.                  |
| Blason de Daverdisse | Détails | DC 21.08.2014 - AE 10.12.2014 - MB 23.02.2015 |

| Blason de Durbuy | Blason  | Burelé d'argent et d'azur au lion de gueules brochant sur le tout. |
| Blason de Durbuy | Détails | Le statut officiel du blason reste à déterminer.                   |

## E
| Blason de Érezée | Blason  | Écartelé au premier et au quatrième d'azur au lion d'argent, armé et lampassé de gueules; au deuxième et au troisième d'or à un huchet de sable, l'embouchure tournée à senestre. |
| Blason de Érezée | Détails | Le statut officiel du blason reste à déterminer. |

| Blason de Étalle | Blason  | Fascé de vair et de gueules de quatre pièces à la champagne d'argent. |
| Blason de Étalle | Détails | Le statut officiel du blason reste à déterminer.                      |

## F
| Blason de Fauvillers | Blason  | Pas de blason connu                              |
| Blason de Fauvillers | Détails | Le statut officiel du blason reste à déterminer. |

| Blason de Florenville | Blason  | Parti : au 1, parti a, de gueules à la fasce d’argent ; b, d’or à la bande de gueules, chargée de trois alérions d’argent, posés dans le sens de la bande ; au 2, bandé d’or et d’azur de six pièces, à la bordure de gueules. |
| Blason de Florenville | Détails | Les armoiries sont celles de François II, dernier roi de Germanie et dernier seigneur de Florenville, juste avant la révolution belge de 1830. Elles regroupent les armoiries des anciens archiducs d’Autriche, ducs de Lorraine et ducs de Bourgogne. Elles furent accordées par arrêté royal du 12 mai 1965, après accord de l’archiduc Otto de Habsbourg, descendant de François II. Le statut officiel du blason reste à déterminer. |

## G
| Blason de Gouvy | Blason  | Ecartelé aux 1 et 4 parti: au a) de gueules à un bélier passant d'argent ( qui est de Zaluski ), au b) d'argent à trois fleurs de lis de sable au pied nourri ( qui est de Rivière d'Arschot ); aux 2 et 3 d'argent à cinq fasces de gueules, au lion brochant d'or armé et lampassé de gueules ( qui est de Hayne ). |
| Blason de Gouvy | Détails | Le statut officiel du blason reste à déterminer. |

## H
| Blason de Habay | Blason  | D'or à un chêne terrassé au naturel, englanté d'or et adextré d'un demi-sanglier de sable mouvant du fût. |
| Blason de Habay | Détails | Le statut officiel du blason reste à déterminer.                                                          |

| Blason de Herbeumont | Blason  | D'azur à trois fasces d'or                       |
| Blason de Herbeumont | Détails | Le statut officiel du blason reste à déterminer. |

| Blason de Hotton | Blason  | De sinople au pont de quatre arches mouvant des flancs de l'écu posé entre deux trangles le tout d'argent. |
| Blason de Hotton | Détails | Le statut officiel du blason reste à déterminer.                                                           |

| Blason de Houffalize | Blason  | De gueules à une fleur de lys d'argent.          |
| Blason de Houffalize | Détails | Le statut officiel du blason reste à déterminer. |

## L
| Blason de La Roche-en-Ardenne | Blason  | De gueules au lion d’argent à la queue fourchue, au lambel d’azur brochant ; l’écu sommé d’une couronne d’or à cinq fleurons. |
| Blason de La Roche-en-Ardenne | Détails | Le statut officiel du blason reste à déterminer.                                                                              |

| Blason de Léglise | Blason  | Pas de blason connu                              |
| Blason de Léglise | Détails | Le statut officiel du blason reste à déterminer. |

| Blason de Libin | Blason  | D'argent à une anille de gueules brochantes, au chef du même chargé de trois livres ouverts du champ. |
| Blason de Libin | Détails | Le statut officiel du blason reste à déterminer.                                                      |

| Blason de Libramont-Chevigny | Blason  | Pas de blason connu                              |
| Blason de Libramont-Chevigny | Détails | Le statut officiel du blason reste à déterminer. |

## M
| Blason de Manhay | Blason  | D'argent à une tête et col de cerf de sable accostée et soutenue de trois losanges d'azur, au chef de gueule à trois feuilles de chêne d'or en pal et rangée. |
| Blason de Manhay | Détails | Le statut officiel du blason reste à déterminer. |

| Blason de Marche-en-Famenne | Blason  | D'argent à un château de gueules, maçonné de sable, à une porte hersée de même, surmontée d'un écusson d'argent à quatre lions contournés de sable, deux à deux ; le château, accompagné en chef, de deux étoiles à six rais de gueules. |
| Blason de Marche-en-Famenne | Détails | Le statut officiel du blason reste à déterminer. |

| Blason à dessiner | Blason  |                                                  |
| Blason à dessiner | Détails | Le statut officiel du blason reste à déterminer. |

| Blason de Meix-devant-Virton | Blason  | De gueules à cinq fers de lance hauts d'argent posés 2 et 3 et au chef parti d'azur et d'argent. |
| Blason de Meix-devant-Virton | Détails | Le statut officiel du blason reste à déterminer.                                                 |

| Blason de Messancy | Blason  | De gueules à trois (ou quatre) pals d'or.        |
| Blason de Messancy | Détails | Le statut officiel du blason reste à déterminer. |

| Blason de Musson | Blason  | De sable à trois étoiles d'or posées deux et un. |
| Blason de Musson | Détails | Le statut officiel du blason reste à déterminer. |

## N
| Blason de Nassogne | Blason  | Coupé, au premier d'argent à deux fasces d'azur au lion naissant de gueules brochant, armé, lampassé et couronné d'or, à un lambel à cinq pendants du même brochant sur le tout; au deuxième de gueules à un sabot d'or. |
| Blason de Nassogne | Détails | Le statut officiel du blason reste à déterminer. |

| Blason de Neufchâteau | Blason  | De gueules au lion à la queue fourchée et passée en sautoir d'argent, armé, lampassé et couronné d'or. |
| Blason de Neufchâteau | Détails | Le statut officiel du blason reste à déterminer.                                                       |

## P
| Blason de Paliseul | Blason  | Ecartelé au premier et au quatrième d'azur semé de fleurs de lys d'or à la tour brochante d'argent ouverte, ajourée et maçonnée de sable ; au second d'or à trois tourteaux de gueules ; au troisième bandé d'or et de gueules ; à l'écusson brochant sur l'écartelé parti à dextre d'or à l'oriflamme de gueules bordée de sinople, à senestre de gueules à la fasce d'argent. |
| Blason de Paliseul | Détails | Le statut officiel du blason reste à déterminer. |

## R
| Blason de Rendeux | Blason  | De gueules à l'aigle d'argent, au chef du même à deux annelets d'azur. |
| Blason de Rendeux | Détails | Le statut officiel du blason reste à déterminer.                       |

| Blason de Rouvroy | Blason  | D'or à deux bourdons de pélerin versés d'azur croisés en sautoir accompagnés en chef d'une coquille de gueules. |
| Blason de Rouvroy | Détails | Le statut officiel du blason reste à déterminer.                                                                |

## S
| Blason de Sainte-Ode | Blason  | Ecartelé : au 1 d’argent à trois roses de gueules, boutonnées d’or et barbées de sinople ; au 2 d’azur à une fleur de jonquille d’or ; au 3 d’azur à un pont de trois arches d’argent, maçonné de sable, au 4 d’argent à un arbre arraché de sinople. Devise : AB ORIGINE FIDELIS, en lettre d’azur sur un listel d’argent. |
| Blason de Sainte-Ode | Détails | DC 25.09.2014 - AE 10.12.2014 - MB 18.02.2015 |

| Blason de Saint-Hubert | Blason  | D'azur à la rencontre de cerf crucifère d'or accompagnée en pointe d'un huchet de même. |
| Blason de Saint-Hubert | Détails | DC 7.4.2000 - AE 24.8.2000                                                              |

| Blason de Saint-Léger | Blason  | D'argent à trois flammes de gueules.             |
| Blason de Saint-Léger | Détails | Le statut officiel du blason reste à déterminer. |

## T
| Blason de Tellin | Blason  | D'argent au lion d'azur couronné d'or, chapé-ployé de gueules au cor et à la cloche de la couronne. |
| Blason de Tellin | Détails | Le statut officiel du blason reste à déterminer.                                                    |

| Blason à dessiner | Blason  |                                                  |
| Blason à dessiner | Détails | Le statut officiel du blason reste à déterminer. |

| Blason de Tintigny | Blason  | Tiercé en pairle, au premier d'argent à trois flammes de gueules, au second de gueules à trois pattes de lion accompagnées en chef d'une étoile à six rais du même, et au troisième d'or à trois bandes de gueules, à l'écusson brochant sur le tiercé d'or au chef de gueules. |
| Blason de Tintigny | Détails | Le statut officiel du blason reste à déterminer. |

## V
| Blason de Vaux-sur-Sûre | Blason  | D’or à la face d’azur chargée de trois coquilles du champ, et accompagnée en chef de trois merlettes de sable rangées et en pointe de deux couleuvres du même passées en sautoir. |
| Blason de Vaux-sur-Sûre | Détails | Le statut officiel du blason reste à déterminer. |

| Blason de Vielsalm | Blason  | D'argent à deux bars adossés de gueules.         |
| Blason de Vielsalm | Détails | Le statut officiel du blason reste à déterminer. |

| Blason de Virton | Blason  | De gueules à deux flèches basses d'or posées en sautoir, ayant pennes et dards d'argent. |
| Blason de Virton | Détails | Le statut officiel du blason reste à déterminer.                                         |

## W
| Blason de Wellin | Blason  | Coupé, en chef d'argent au loup de sable armé et lampassé du champ, portant une crosse épiscopale d'or, chargé d'un panier de gueules rempli de pierres du champ, brochant sur une terrasse de sinople et un arbre au naturel, et en pointe de sable au vaisseau d'or haubanné d'argent et accompagné en chef de neuf besants du vaisseau posés en annel inachevé. |
| Blason de Wellin | Détails | Le statut officiel du blason reste à déterminer. |